# Seleucus I Nicator
Seleucus I Nicator (în greaca veche Σέλευκος Νικάτωρ, Nicator însemnând Învingătorul), (358 î.Hr. - 281 î.Hr.) a fost un comandant militar din Corint și unul dintre diadohii lui Alexandru cel Mare. În urma războaielor dintre diadohi, care au avut loc după moartea lui Alexandru, Seleucus a întemeiat Dinastia Seleucizilor și Imperiul Seleucid cu capitala în orașul Seleucia.
După moartea lui Alexandru, Seleucus a fost ales ca satrap al Babilonului în 320 î.Hr.. După ce Antigonus l-a forțat să fugă din Babilon, acesta s-a reîntors în anul 312 î.Hr. fiind sprijinit de Ptolemeu, cu ajutorul căruia a cucerit Persia și Media. Teritoriile considerate ca făcând parte din India a fost nevoit să le cedeze, fiind învins de către împăratul Indiei, Chandragupta Maurya. A încheiat cu acesta o alianță prin căsătoria unei prințese seleucide în schimbul a 500 de elefanți. Seleucus i-a învins pe Antigonus, în bătălia de la Ipsus în 301 î.Hr. și pe Lisimah, în bătălia de la Corupedium în 281 î.Hr..

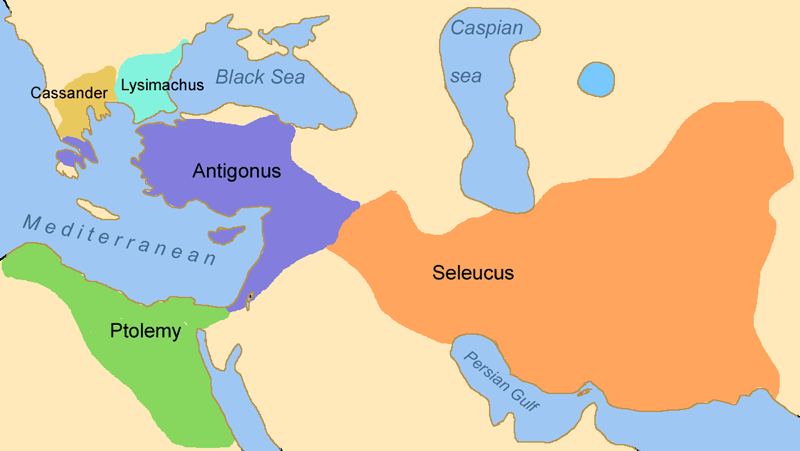
Teritoriile aflate sub stăpânirea diadohilor.

A murit în cursul aceluiași an, fiind asasinat de către Ptolemeu Ceraunus. I-a succedat la conducerea Imperiului Seleucid fiul său, Antioh I.